# Graveyard Classics
Albums de Six Feet Under
Maximum Violence
(2000) True Carnage
(2001)
Graveyard Classics est le 4e album de Six Feet Under. Il a la caractéristique de n'être qu'un album de reprise de "standard" du rock remis à la sauce "Death metal".

## Liste des titres
1. Holocaust - 4 min 39 s, reprise d'un morceau de Savatage paru sur l'album Sirens[1].
2. T.N.T. - 3 min 29 s
3. Sweet Leaf - 5 min 22 s
4. Piranha - 3 min 51 s
5. Son of a Bitch - 3 min 39 s
6. Stepping - 2 min 50 s
7. California Über Alles - 3 min 40 s
8. Smoke on the Water - 5 min 24 s
9. Blackout - 3 min 44 s
10. Purple Haze - 2 min 52 s
11. In League With Satan - 3 min 59 s

## Composition du groupe
- Chris Barnes - chants
- Steve Swanson - guitare
- Greg Gall - batterie
- Terry Butler - basse
- John Bush - chants sur Blackout

## Note
L'édition limitée comporte trois autres reprises :
- 13. War Machine (4 min 27 s);
- 14. Wrathchild (2 min 52 s);
- 15. Jailbreak (4 min 09 s);